# Hanauer Lust

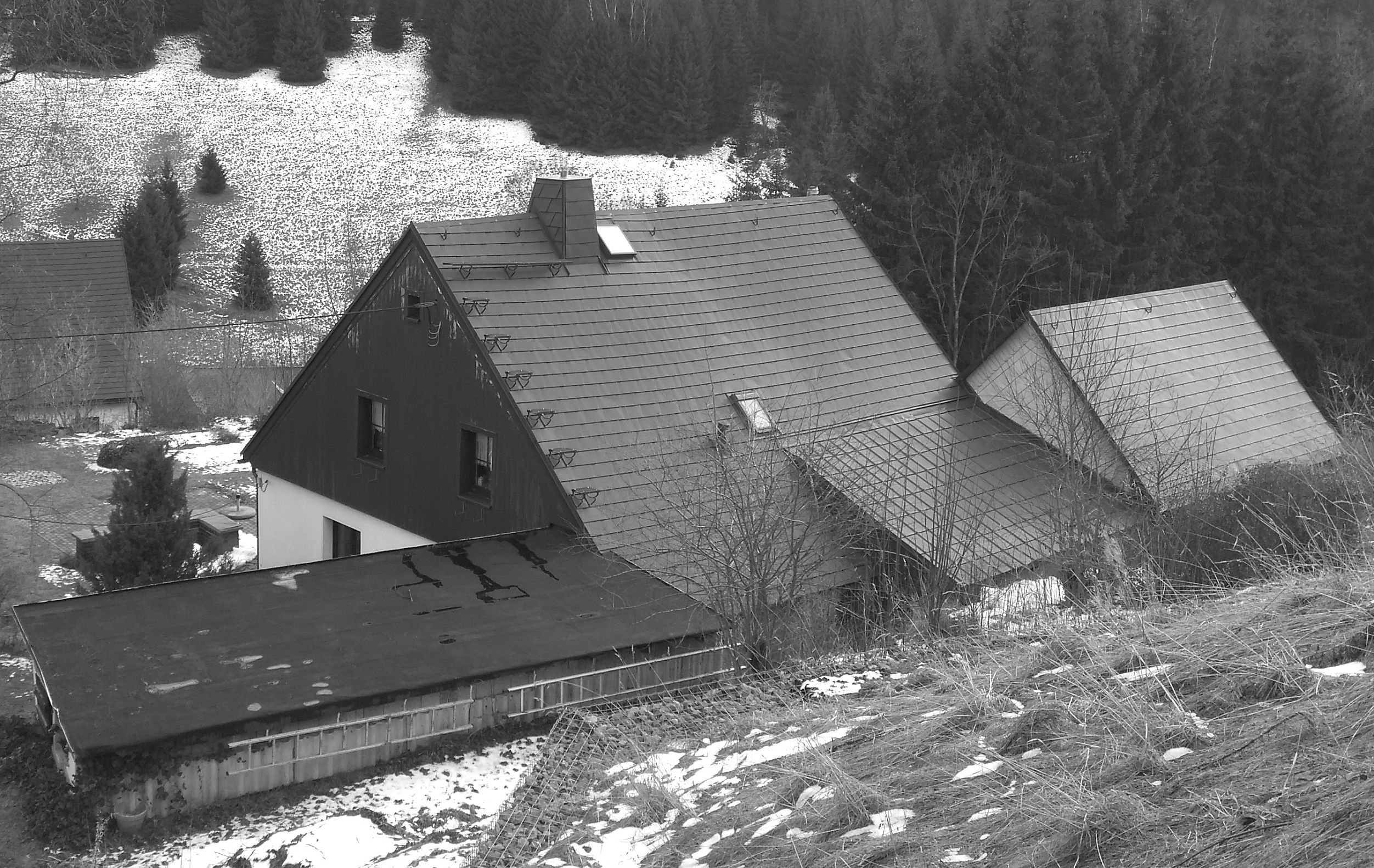
Huthaus Hanauer Lust

Hanauer Lust ist ein früheres Zechenhaus in Johanngeorgenstadt. Es befindet sich zwischen der Exulantenstraße und der Mühlgasse südlich des Stadtzentrums.

## Geschichte
Die Hanauer Lust Fundgrube liegt am Vorderen Fastenberg und wurde im Quartal Crucis (1. Juli bis 1. Oktober) 1710 gemutet. Der zugehörige Stolln wurde bei 735 m NN angeschlagen und 380 m vorgetrieben. Im Quartal Trinitatis 1712  wurde die Grube fündig und brachte bis Quartal Crucis 1718 80 Mark 12 Lot 1 Quentchen (18,9 kg) Silber aus. Sie baute auf dem Gebäude des 1628 auf Eisen gemuteten St. Christoph, der 1681 als Großer Christoph mit Dresdner Stolln als Silberzeche erneut aufgenommen wurde und ebenfalls wieder ins Bergfreie gefallen war. Zu ihr gehörte später auch die Grube Schaller samt Stolln, die erstmals 1680 gemutet worden war und nach der in Johanngeorgenstadt die Schallergasse benannt worden war. Zwischen 1771 und 1783 wurde die Hanauer Lust Fundgrube durch die Holländische Gewerkschaft Concordia res parvae Crescunt betrieben. Als der Bergbau am Ende des 19. Jahrhunderts völlig zum Erliegen kam, wurde das Huthaus der Hanauer Lust zu einem Wohnhaus ausgebaut. Diese Funktion hat das Gebäude noch heute.
Der Stolln wurde Ende der 1940er-Jahre durch die geologische Abteilung des Objektes 01 der Wismut AG untersucht. Es wurden aber keine bauwürdigen Uranvererzungen festgestellt.

## Risse
- William Tröger: Berggebäude Gottes Segen, Georg, Kinder Israel, Dresdner, Schaller, Hanauer Lust, Neue Brüderschaft, Weiße Taube, Neu Freiberger Glück und Gegenglück Stolln bei Johanngeorgenstadt (Grund- und Seigerriss). 1832.